# Nottingham
Nottingham è una città del Regno Unito e autorità unitaria, capoluogo della contea del Nottinghamshire in Inghilterra.
Il centro di Nottingham si trova sul fiume Leen e il suo confine meridionale segue il corso del fiume Trent, che scorre dallo Stoke all'Humber. Nottingham ha dato i natali alla leggenda di Robin Hood e all'industria del merletto, della bicicletta (in particolare delle bici Raleigh) e del tabacco. Ha ottenuto la sua carta cittadina e titolo di città nel 1897, come parte delle celebrazioni del Giubileo di diamante della Regina Vittoria. Nottingham è una famosa destinazione turistica: nel 2018 la città ha ricevuto il secondo maggior numero di visitatori nelle Midlands.
Nel 2017 Nottingham aveva una popolazione stimata di 329 200 abitanti. L'area metropolitana, che comprende molti dei sobborghi della città, ha una popolazione di 768 638 abitanti. È la più grande area urbana delle East Midlands, la seconda più grande delle Midlands e la settima in tutto il Regno Unito. La sua area urbana funzionale ha una popolazione di 919 484 abitanti.
La sua economia è la settima più grande del Regno Unito con un PIL di 50,9 miliardi di $ (2014). La città fu la prima nelle East Midlands ad essere classificata come città mondiale a livello di sufficienza della rete di ricerca sulla globalizzazione. 
Il sistema di trasporto pubblico di Nottingham ha vinto premi prima del 2015, tra cui la più grande rete di autobus di proprietà pubblica in Inghilterra, ed è anche servito dalla stazione ferroviaria di Nottingham e dal moderno sistema di tram Nottingham Express Transit.
È anche un importante centro sportivo e, nell'ottobre 2015, è stata nominata "Home of English Sport" ("Casa degli sport inglesi"). Il National Ice Centre, l'Holme Pierrepont National Watersports Centre e il campo da cricket internazionale di Trent Bridge sono tutti situati nella città o nei dintorni. Essa ospita anche due squadre di calcio professionistiche: il club di lega professionistica più antico del mondo, il Notts County, e il Nottingham Forest, due volte vincitore, nel 1978-79 e nel 1979-80, della Coppa dei Campioni europea (oggi UEFA Champions League) sotto la guida dell'allenatore Brian Clough e del suo vice Peter Taylor. La città ha anche squadre di rugby, hockey su ghiaccio e cricket professionistiche e l'Aegon Nottingham Open, un torneo internazionale di tennis sui tour ATP e WTA.
L'11 dicembre 2015 Nottingham è stata nominata "Città della letteratura" dall'UNESCO, unendosi a Dublino, Edimburgo, Melbourne e Praga come una delle poche al mondo. Il titolo riflette l'eredità letteraria di Nottingham, con Lord Byron, D. H. Lawrence e Alan Sillitoe che hanno legami con la città, nonché una comunità letteraria contemporanea, un'industria editoriale e una scena poetica. 
La città è servita da tre università: la Nottingham Trent University, la Università di Nottingham e la University of Law; ospita la più alta concentrazione di fornitori di istruzione superiore nelle East Midlands.

## Geografia
Nottingham si trova su una zona di basse colline lungo la valle del fiume Trent, ed è circondata dalla foresta di Sherwood a nord, dal Nottinghamshire, dal Derbyshire e dallo Yorkshire a ovest, e dalla Valle di Belvoir a est e a sud.
La municipalità di Nottingham include i sobborghi di Saint Anns, Bakersfield, Bulwell, Lenton, Clifton e Sneinton, mentre esclude parecchi sobborghi e città che sono considerati far parte dell'area urbana di Nottingham: Arnold, Carlton, West Bridgford, Beeston, Stapleford, Hucknall, Eastwood, Ruddington, Ilkeston e Long Eaton, di cui gli ultimi due fanno parte dell'adiacente contea di Derbyshire.
La regione geografica della "Grande Nottingham" (825 000 abitanti) include altre municipalità: Gedling, Broxtowe, Rushcliffe, Ashfield, Erewash e Amber Valley.

### Flora e fauna
All'interno della città, la fauna selvatica autoctona comprende la volpe rossa, il falco pellegrino ed il martin pescatore comune. Notevoli riserve naturali in giro per la città includono la Riserva naturale Attenborough, la Riserva naturale nazionale della foresta di Sherwood, la Holme Pit, il sito della fauna selvatica locale di Fairham Brook e Wollaton Park. Grazie alla sua posizione di città centrale con forti collegamenti di trasporto, Nottingham è diventata la patria di specie animali e vegetali invasive tra cui il parrocchetto dal collare il poligono del Giappone e la balsamina.

### Ecologia
Nel 2017 è stato riferito che Nottingham è una delle numerose città del Regno Unito che infrangono le linee guida dell'OMS sull'inquinamento atmosferico. 

## Caratteristiche
Il centro della città è la vecchia Market Square, attorno a cui si trovano le principali strade dello shopping. In cima alla strada si trova la Council House. Nottingham è la città dal maggior tasso di crescita di posti di lavoro in Inghilterra e la seconda in tutto il Regno Unito, seconda solo a Glasgow.

### Le Grotte
Le Grotte di Nottingham hanno sempre costituito una parte importante della regione, inizialmente fornendo riparo e fungendo da santuario e crescendo, ospitarono fiorenti centri di conciatura e, nei tempi moderni, sono diventate un'attrazione turistica. Le grotte sono artificiali e sono diventate una complessa rete sotto la città. La più antica parte delle grotte risale al VII secolo. La città ha più grotte artificiali che in qualsiasi altra parte del paese e ,questa intera rete di grotte, ha un'importanza pari a quella di Stonehenge, rendendo le Grotte di Nottingham un sito di grande importanza per l'eredità del Regno Unito. Parte della rete può essere visitata nella cosiddetta City of Caves a cui si accede dal centro commerciale Broadmarsh.
Prima della rivoluzione industriale, la rete di caverne fu sostanzialmente ampliata e divenne sede di gran parte della popolazione più povera, in particolare di quelle coinvolte nell'industria conciaria. Furono ancora abitate fino al 1924 circa quando l'ultima famiglia (la famiglia Shore) si trasferì dalle grotte di Ilkeston Road. Tornarono in uso come rifugi antiaerei durante la seconda guerra mondiale. 

## Storia

### Preistoria
La media valle del Trent era coperta dalla calotta glaciale per gran parte del periodo Paleolitico tra 500.000 e 10.000 anni fa, e le prove della prima attività umana sono limitate a un piccolo numero di manufatti in pietra trovati in ammassi glaciali o nell'argilla. Il riscaldamento post-glaciale del clima nel periodo Mesolitico tra il 10.000 a.C. e l'8.000 a.C. vide la valle colonizzata da cacciatori-raccoglitori approfittando dell'emergente ambiente boschivo. Resti di pietra focaia risalenti al periodo sono stati rinvenuti negli scavi sul sito del Castello di Nottingham e strumenti di pietra usati dai cacciatori-raccoglitori sono stati trovati in aree della città tra cui Beeston, Wollaton Park e il sito del Victoria Centre. Il periodo Neolitico tra l'8.000 a.C. e il 4.000 a.C. vide la scomparsa dei boschi e la transizione dell'area verso un territorio agricolo. Ceramiche del periodo sono state rinvenute ad Attenborough e Holme Pierrepont. Holme Pierrepont è anche il sito del più imponente monumento dell'età della pietra della zona: un monumento sepolcrale del primo neolitico costituito da diversi fossati concentrici che circondano un tumulo centrale contenente cinque pozzi poco profondi. 

### Protostoria
Esistono molte prove dell'abitazione della zona, nell'Età del bronzo, inclusi strumenti e armi trovati nel fiume Trent e in altri fiumi locali, fra cui un'ascia piatta trovata a Edwalton e un palstave ad anello trovato a Bestwood. Un grande ammasso di metalli dell'età del bronzo fu scoperto durante dei lavori di costruzione in Great Freeman Street nel 1860. Una possibile dimora dell'età del bronzo è stata scoperta a Clifton: una serie di pali di quercia nel letto del fiume Trent e una collezione di metalli di età media e tarda dell'età del bronzo tra cui punte di lancia, pinze, spade, coltelli e un dirk. Siti simili sono stati scoperti ad Attenborough e Holme Pierrepont. I cropmarks che indicano i fossati ad anello dei siti di sepoltura dell'età del bronzo sono densamente distribuiti attraverso le terrazze di ghiaia intorno al Trent nel sud della città. Lo scavo di questi siti ha rivelato prove di cremazioni e tracce di ceramiche, comprese le urne. 
L'Età del ferro tra il 700 a.C. e il 43 d.C. vide un aumento significativo della densità dell'insediamento nell'area, con prove di un gran numero di insediamenti agricoli che comprendevano sia l'agricoltura seminativa che quella pastorale. Le ceramiche dell'età del ferro sono state trovate in una vasta gamma di siti all'interno del centro città, tra cui i bastioni nord del castello, i marciapiedi, la Fisher Gate, Halifax Place e un fossato poco profondo tra Woolpack Lane e Barker Gate. Gli scavi di insediamenti a Gamston hanno ritrovato reperti tra cui vasellame. L'importanza del Trent come rotta commerciale durante il periodo è stata dimostrata dalla scoperta di tre canoe e una ruota a raggi risalente all'età del ferro. I fossati dell'età del ferro sono stati scavati nel castello e in diversi siti del mercato, suggerendo possibili fortificazioni preistoriche in queste aree.

### Età romana
Nottingham è nota per la sua mancanza di prove di occupazione durante l'era romana. Sebbene la Fosse Way fosse una delle principali strade romane della Gran Bretagna e passasse entro sei miglia a sud di Nottingham, non vi è alcuna traccia di attraversamenti del Trent o insediamenti vicino al sito della città moderna. Dopo la partenza romana intorno al 410 d.C., regni Britannici indipendenti emersero ovunque in Gran Bretagna e la zona del Nottinghamshire venne in poco tempo conquistata dal Regno di Elmet dalla fine del V secolo all'inizio del VII secolo quando venne sottomessa dal regno anglosassone di Mercia.

### Medioevo
Fondata in epoca anglosassone, intorno al 600 d.C., faceva parte del Regno di Mercia, dove avrebbe potuto essere conosciuto come "Tig Guocobauc" che significa in Brittonico "un luogo di abitazioni rupestri", poiché parte dell'abitato era inizialmente composto da caverne scavate nell'arenaria. Cadde sotto il dominio di un capo sassone di nome Snot, da cui "Snotingaham", "la fattoria del popolo di Snot "(Inga = popolo di; ham = fattoria). Il primo documento di Nottingham si trova nella Cronaca anglosassone, dove è citata come Snotengaham. I nomi di questa forma normalmente rappresentano insediamenti stabiliti nel VI e VII secolo e associati a raggruppamenti tribali, indicando che Nottingham era probabilmente formata come insediamento primario degli Snoting. Diverse ceramiche anglosassoni risalenti al VII e VIII secolo sono state trovate a Fisher Gate all'interno di un fossato difensivo.
Il toponimo di Nottingham e la grande quantità di terra di proprietà reale al tempo del Domesday Book indicano probabilmente che fosse un importante insediamento. I resti di una grande sala in legno dell'VIII secolo ritrovata durante degli scavi a Halifax Place, testimoniano la più grande sala costruita in Inghilterra in quel momento. Questa sala si affacciava sulla strada ora conosciuta come High Pavement, la strada principale dell'insediamento anglosassone. 
Nottingham fu conquistata nell'867 dai Vichinghi danesi e in seguito divenne uno dei cinque Burgh o città fortificate del Danelaw. Nell'XI secolo venne costruito il Castello di Nottingham su un affioramento d'arenaria del fiume Trent, attorno a cui, nel tempo, l'insediamento anglosassone si sviluppò divenendo il borgo inglese di Nottingham. La costruzione della Chiesa di San Pietro iniziò intorno al 1180. Nel 1132 venne aperto il Ye Old Jerusalem, noto per essere il pub più antico della Gran Bretagna. Nel 1264, durante la Seconda guerra dei baroni, i ribelli attaccarono la comunità ebraica di Nottingham. Il Plumptre Hospital venne costruito nel 1392, esso è il più vecchio servizio di beneficenza di Nottingham. La città divenne una contea nel 1449, dandogli un efficace autogoverno, secondo le parole dello statuto, "per l'eternità". Il castello e la Shire Hall furono espressamente esclusi e tecnicamente rimasero aree distaccate del Nottinghamshire.

### Età moderna

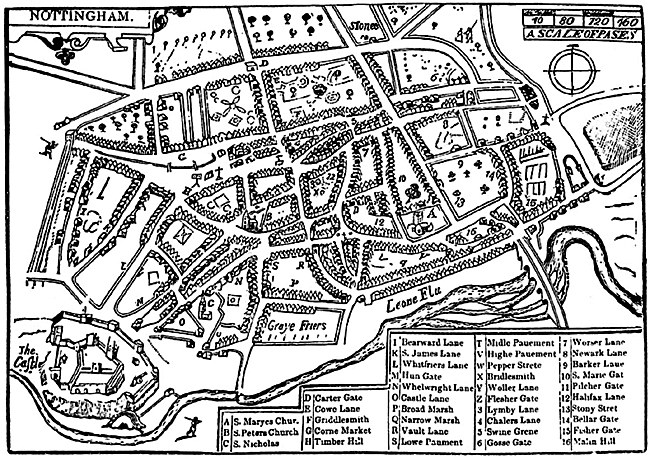
Mappa di Nottingham nel 1610, di John Speed

La guerra civile inglese cominciò a Nottingham nel 1642, quando re Carlo I d'Inghilterra innalzò il suo stendardo sul castello della città. Il castello più antico venne distrutto dai parlamentaristi vittoriosi nel 1651. La Smith's Bank, una delle prime banche in Inghilterra fuori Londra, fu fondata intorno al 1688 nella Piazza del Mercato. Nel 1724 venne costruita la Nottingham Exchange (borsa valori). La Trent Navigation Company venne fondata nel 1783 per migliorare la navigazione sul fiume Trent da Nottingham a Kingston upon Hull. Il canale di Nottingham aprì nel 1796, e il prezzo del carbone a Nottingham ne risultò quasi dimezzato.

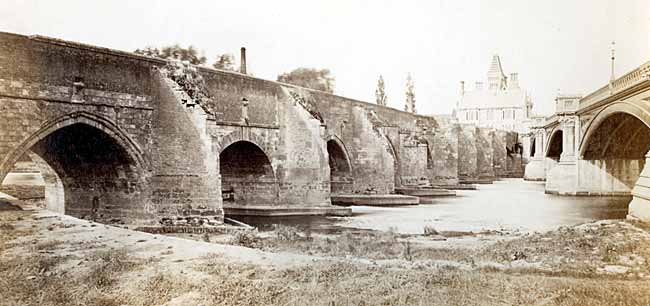
Il vecchio ponte sul Trent (a sinistra) di fronte al nuovo nel 1871

Il gas di carbone fu introdotto nel Nottinghamshire dalla "Nottingham Gas Light and Coke Company" nel 1821. Nel 1831 Nottingham fu il primo posto in Gran Bretagna a installare acqua corrente ad alta pressione costante. La Midland Counties Railway aprì il primo servizio ferroviario tra Nottingham e Derby il 4 giugno 1839. Durante la  Prima rivoluzione industriale Nottingham divenne famosa per le sue industrie tessili, specialmente quelle che lavoravano i merletti, inoltre con l'avvento delle fabbriche, la città si riempì di povere case operaie e di baraccopoli sovraffollate. A causa dell'opposizione da parte del duca di Newcastle al Reform Act del 1832, venne dato alle fiamme da una folla di manifestanti la sua residenza, il Castello di Nottingham. 

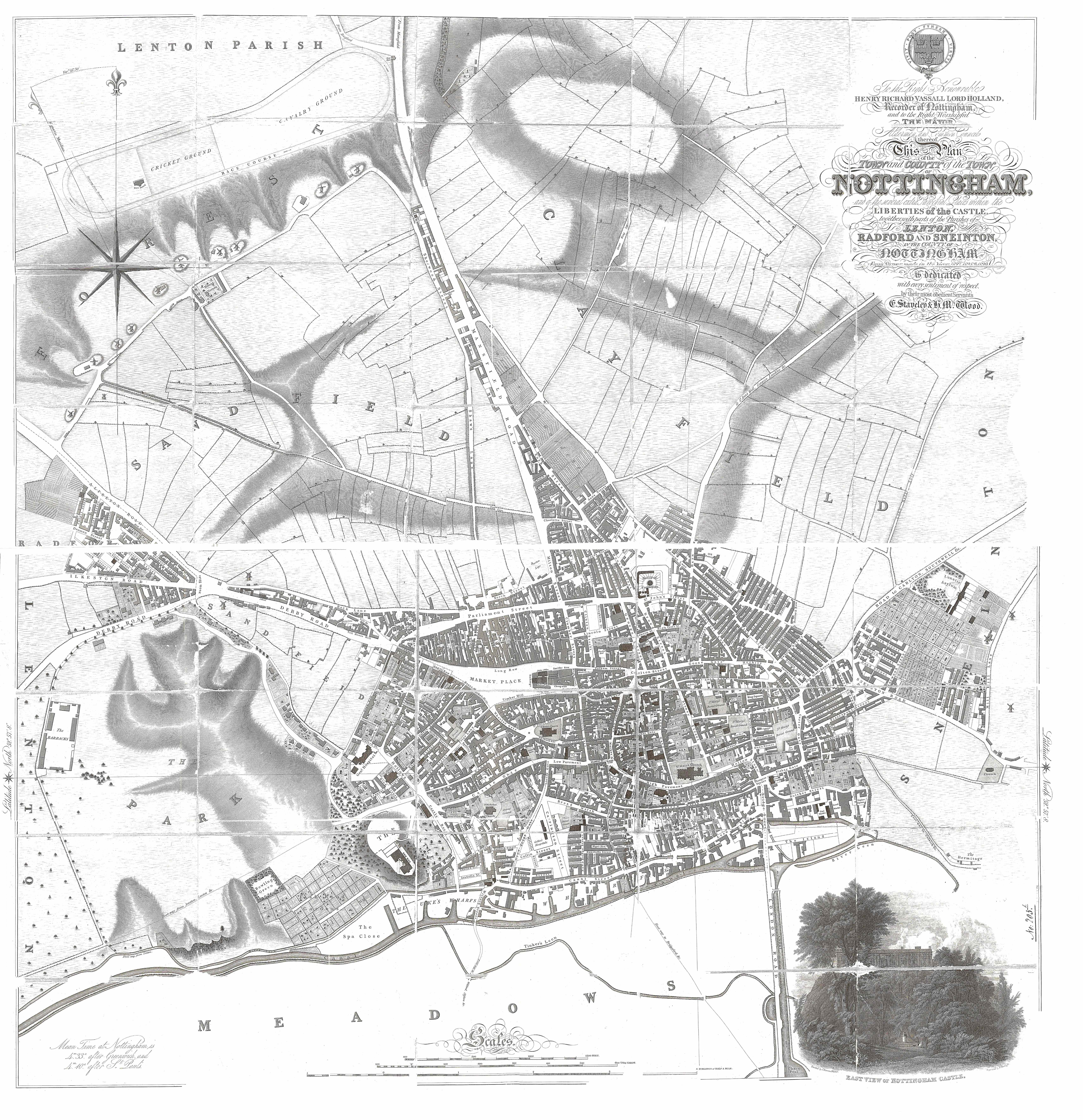
Nottingham e Sneinton, nel 1831

Nottingham era uno dei Borough riformati dal Municipal Corporations Act del 1835 e, all'epoca era costituito dalle parrocchie di Nottingham St Mary, St Nicholas e St Peter. Fu ampliato nel 1877 aggiungendo le parrocchie di Basford, Brewhouse Yard, Bulwell, Radford, Sneinton, Standard Hill e parti delle parrocchie di West Bridgford, Carlton, Wilford. I primi tram trainati da cavalli vennero introdotti dalla Nottingham and District Tramways Company Limited nel 1878. Nel 1889 Nottingham divenne un distretto della contea ai sensi del Local Government Act del 1888. Lo status di città fu assegnato a Nottingham come parte delle celebrazioni del Giubileo di diamante della Regina Vittoria, essendo stato indicato in una lettera dal Primo Ministro Marchese di Salisbury al Sindaco, il 18 giugno 1897. La Great Central Railway aprì la stazione ferroviaria di Nottingham Victoria nel 1899.

### Età contemporanea
Il Nottingham Blitz fu il bombardamento tedesco nazista della Luftwaffe sulla città, la sera dell'8-9 maggio 1941, nell'ambito di una campagna nazionale per interrompere la produzione industriale, minare il morale e distruggere le fabbriche, le reti ferroviarie e le infrastrutture. Durante un solo raid aereo vennero uccise 140 persone e 4.500 case rimasero distrutte. Grandi aree di Nottingham e West Bridgford erano state rase al suolo e l'University College di Nottingham venne danneggiato. Come nel resto del Regno Unito, al termine della Seconda guerra mondiale, l'industria tessile, che aveva fatto di Nottingham una città ricca, decadde a causa della forte concorrenza delle aziende asiatiche. Attualmente a Nottingham si svolge una produzione tessile molto ridotta, ma il periodo di massimo splendore della città in questo settore lo ha dotato di alcuni splendidi edifici industriali nel distretto di Lace Market, molti dei quali sono stati ripristinati e messi a nuovo uso.

## Monumenti e luoghi d'interesse

### Architetture religiose
- Cattedrale di Nottingham
- Chiesa di Santa Maria

### Monumenti
- Castello di Nottingham
- Mulino di Green
- Council House

### Pub
- Ye Olde Trip to Jerusalem
- Ye Olde Salutation Inn
- The Bell Inn

### Parchi
- Wollaton Hall

## Clima
| Nottingham          | Mesi | Mesi | Mesi | Mesi | Mesi | Mesi | Mesi | Mesi | Mesi | Mesi | Mesi | Mesi | Stagioni | Stagioni | Stagioni | Stagioni | Anno |
| Nottingham          | Gen  | Feb  | Mar  | Apr  | Mag  | Giu  | Lug  | Ago  | Set  | Ott  | Nov  | Dic  | Inv      | Pri      | Est      | Aut      | Anno |
| ------------------- | ---- | ---- | ---- | ---- | ---- | ---- | ---- | ---- | ---- | ---- | ---- | ---- | -------- | -------- | -------- | -------- | ---- |
| T. max. media (°C)  | 5,7  | 6,6  | 9,8  | 12,7 | 16,6 | 19,9 | 21,7 | 21,0 | 18,2 | 13,9 | 9,1  | 6,9  | 6,4      | 13,0     | 20,9     | 13,7     | 13,5 |
| T. min. media (°C)  | 0,2  | 0,8  | 2,7  | 4,8  | 7,8  | 10,9 | 12,7 | 12,1 | 9,8  | 6,7  | 3,2  | 1,4  | 0,8      | 5,1      | 11,9     | 6,6      | 6,1  |
| Precipitazioni (mm) | 56   | 46   | 50   | 49   | 52   | 56   | 53   | 60   | 55   | 53   | 58   | 60   | 162      | 151      | 169      | 166      | 648  |

## Infrastrutture e trasporti
Grazie ad un efficiente sistema di trasporti pubblici e di piste ciclabili, i cittadini di Nottingham sono quelli che utilizzano meno l'automobile nel Regno Unito. Tale obiettivo è stato raggiunto anche grazie alla mancata costruzione di centri commerciali in periferia, riducendo in tal modo l'utilizzo di autoveicoli. Ciò ha portato ad un notevole miglioramento della qualità dell'aria della città. La città è servita da una rete di 50 km di piste ciclabili, oltre che da un'efficiente rete di trasporto di bus elettrici e tram. È servita dall'Aeroporto di East Midlands e dalla stazione di Nottingham.

## Sport

### Calcio
La città di Nottingham è sede di due club fra i più antichi d'Inghilterra: il Nottingham Forest FC, vincitore di due Coppe dei Campioni ed attualmente militante in Premier League, e il Notts County Football Club, che vantava il titolo di club calcistico professionistico più antico del mondo, essendo stato fondato nel 1862. Titolo che ha purtroppo perso al termine della stagione 2018-2019 quando è retrocesso in National League, perdendo così lo status di squadra professionistica. Il Notts County è noto anche per aver ispirato i colori sociali della Juventus. I due stadi della città distano poche centinaia di metri in linea d'aria separati solo dal fiume Trent. 
Triathlon
Il 15 giugno 2019 si è svolta a Nottingham la seconda gara dei campionati del mondo di Triathlon 2019.

### Hockey su ghiaccio
Nella città è presente anche una compagine di tale disciplina, il Nottingham Panthers, militante nel massimo campionato britannico e primo club inglese vincitore della Continental Cup.

### Rally
Nel 1989 è stato il luogo di partenza e arrivo del RAC rally in Gran Bretagna.

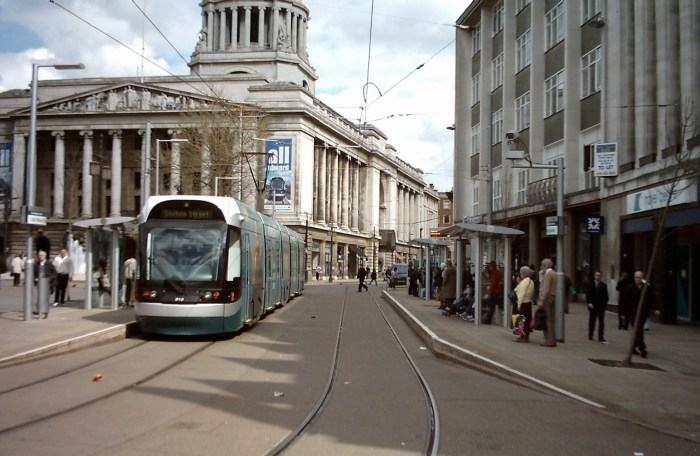
Un tram passa vicino alla Council House, nella Old Market Square.

## Quartieri

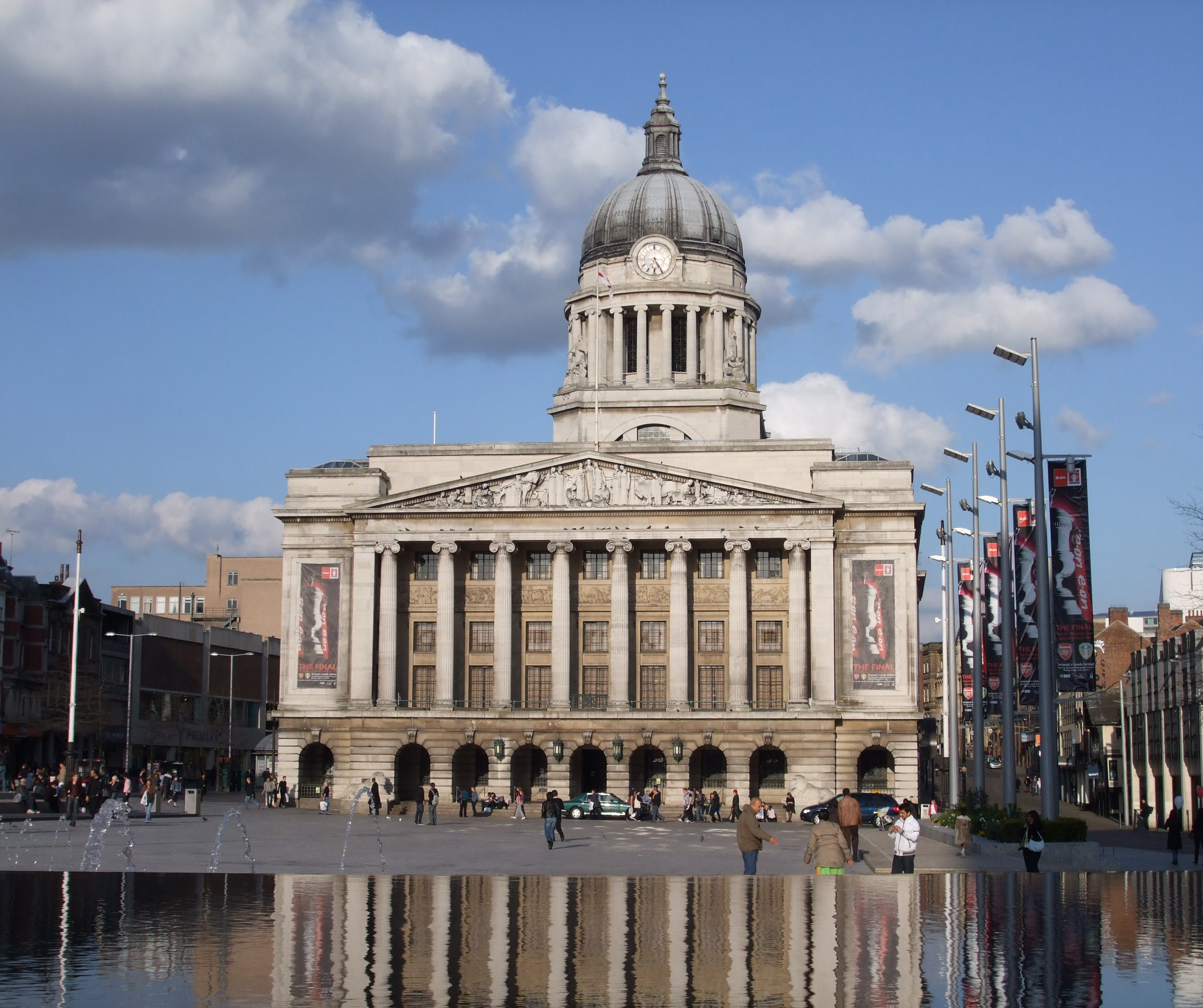
Nottingham Council House.

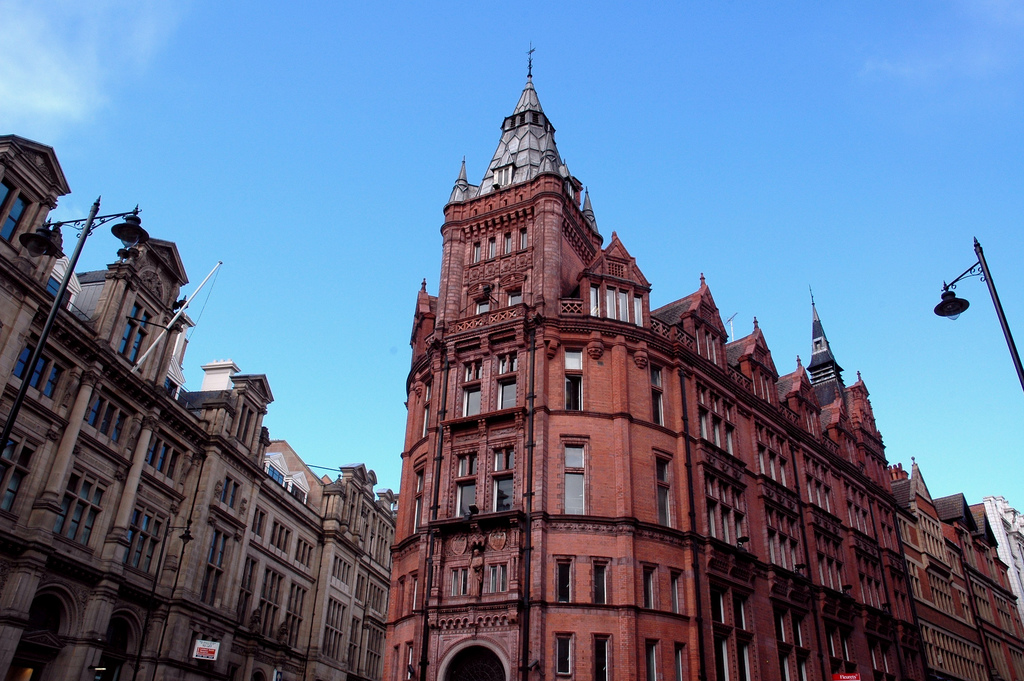
Il Prudential Building.

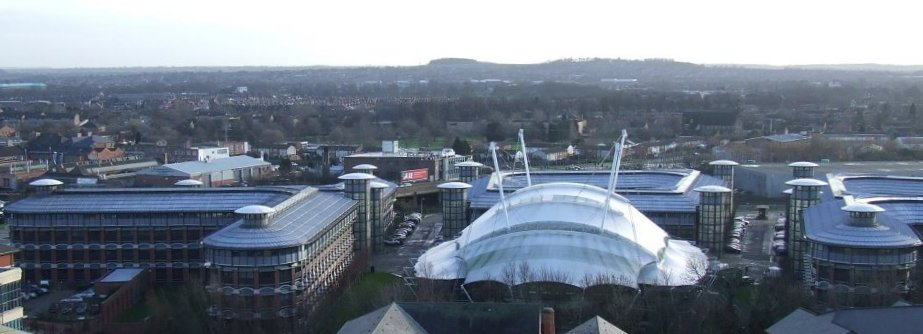
L'HRMC Complex.

- Alexandra Park
- The Arboretum
- Aspley
- Bakersfield
- Beechdale
- Bilborough
- Bulwell
- Basford
- Bestwood Park

- Carrington
- Cinderhill
- Clifton
- Colwick
- Dunkirk
- Forest Fields
- Hockley
- Hyson Green
- Lace Market

- Lenton
- Lenton Abbey
- Mapperley
- Mapperley Park
- Mapperley Plains
- The Meadows
- Centro di Nottingham
- The Park
- Radford

- Rise Park
- Sherwood
- Sneinton
- St Anns
- Strelley
- Top Valley
- Whitemoor
- Wilford
- Wollaton

## Amministrazione

### Gemellaggi
- Minsk[6]